# Josephine Wapakabulo
Josephine Kasalamwa Wapakabulo, hoặc Josephine Wapakabulo Thomas, là một kỹ sư điện và chuyên gia điều hành kinh doanh người Uganda. Bà là Giám đốc điều hành của Công ty Dầu khí Quốc gia Uganda.Bà được bổ nhiệm vào tháng 6 năm 2016, là người đầu tiên phục vụ ở cương vị này.

## Bối cảnh và giáo dục
Bà sinh năm 1976, tại Arusha, Tanzania , là con gái của Angelina Wapakhabulo và James Wapakhabulo. Bà học tại Đại học Loughborough ở Vương quốc Anh, với tư cách là kỹ sư điện và điện tử, có bằng BEng, thạc sĩ và tiến sĩ  trong lĩnh vực này. Bà cũng có bằng MBA điều hành của Trường Kinh doanh INSEAD ở Pháp.

## Nghề nghiệp
Từ năm 2000 đến năm 2002 Wapakabulo làm việc với tư cách là Nhà tổ chức tập sự và cộng đồng lãnh đạo tại thành phố Coventry, Vương quốc Anh. Từ năm 2002 đến 2006, bà làm việc với tư cách là Phó Nghiên cứu tại LSC Group Consulting tại Lichfield, Vương quốc Anh. Năm 2006, bà gia nhập Rolls-Royce tại Derby, Vương quốc Anh với tư cách là Chuyên gia Kỹ thuật Thông tin & Quy trình Kinh doanh, phục vụ trong khả năng đó cho đến năm 2011. Từ năm 2011 đến 2014, bà là Giám đốc điều hành chất lượng và Giám đốc chất lượng và cải tiến liên tục tại Rolls-Royce ở khu vực Berlin, Đức.
Từ năm 2014 đến 2015, bà là Giám đốc điều hành tại The Walk Free Foundation ở Perth, Australia. Vào năm 2015, bà trở về quê hương của mình và làm Tư vấn kinh doanh tại Kampala, cho đến năm 2016. Wapakabulo đã được Hội đồng UNOC đưa vào vị trí hiện tại vào tháng 6 năm 2016.
Bà được đưa vào chức vị hiện nay tại Công ty Dầu khí Quốc gia Uganda vào ngày 1 tháng 8 năm 2016, với hơn 15 năm kinh nghiệm trong lãnh đạo hiệu quả, xây dựng đội ngũ, quản lý dự án và đổi mới trong các công ty đa quốc gia, trên nhiều châu lục.